# ジョシュ・クリングホッファー
ジョシュ・クリングホッファー（Josh Adam Klinghoffer、1979年10月3日 - ）は、アメリカ合衆国のミュージシャン、音楽プロデューサー。レッド・ホット・チリ・ペッパーズ参加以前から、ツアーのサポート・メンバーやスタジオ・ミュージシャンとして、多数のアーティストたちと演奏した経験をもっている。

## 経歴
15歳で学校を中退してから、多くの楽器をこなす才能あるミュージシャンとして、若くして音楽の世界で頭角を現した。最初のレコーディング経験は、ボブ・フォレスト(Bob Forrest)をヴォーカルに据えたバイシクル・シーフ(The Bicycle Thief)という短命に終わったバンドの楽器奏者としてのものだった。2000年に行われたレッド・ホット・チリ・ペッパーズのアルバム『カリフォルニケイション』のツアーでは、バイシクル・シーフも前座を務める機会があった。Califonication Tourの一部を収録した『Off The Map』には、アンソニーがジョシュと挨拶を交わすシーンが収められている。クリングホッファーは、フォレストが率いたまた別のグループであるセロニアス・モンスター(Thelonious Monster)にも一時的に籍を置いたが、このバンドは、かつてジョン・フルシアンテがレッド・ホット・チリ・ペッパーズ加入前にオーディションを受けたバンドであった。
ツアーのサポート・メンバーやスタジオ・ミュージシャンとして関わったアーティストたちには、バイシクル・シーフ(The Bicycle Thief)、ナールズ・バークレイ(Gnarls Barkley)、ベック、バットホール・サーファーズ(the Butthole Surfers、ジョン・フルシアンテ、Golden Shoulders、ジョン・ブライオン(Jon Brion)、ネオン・ネオン、PJ ハーヴェイ(PJ Harvey)、スパークス、ザット・ドッグ(that dog.)、セロニアス・モンスター(Thelonious Monster)、The Insects、The Format、ヴィンセント・ギャロ、ウォーペイントなどがいる。
レッド・ホット・チリ・ペッパーズ参加以前にクリングホッファーの名が最も知られていたのは、おそらくは友人であるジョン・フルシアンテとの共作アルバム『A Sphere In The Heart Of Silence』や、フルシアンテのソロ・アルバムへの貢献によってであったと思われる。2004年、クリングホッファーとフルシアンテは、Fugaziのジョー・ラリー(Joe Lally)を加え、アタクシア(Ataxia)名義での活動を行った。短期間のうちに彼らは2回のライブ公演を行い、2枚のアルバム『Automatic Writing』（2004年）と『AW II』（2007年）を残した。2枚のアルバムの間には3年のブランクがあるが、両者は同時期に一挙に録音されたものである。以下がジョンと共同で作成した作品である。
- Shadows Collide with People (2004)
- The Will to Death (2004)
- Automatic Writing (2004、 Ataxia名義)
- Inside of Emptiness (2004)
- A Sphere in the Heart of Silence (2004)
- AW II (2007、Ataxia名義)
- The Empyrean (2009)

2007年、レッド・ホット・チリ・ペッパーズのアルバム『ステイディアム・アーケイディアム』のツアーの途中から、バック・ミュージシャンとして参加し、バック・ヴォーカル、キーボード、サイドギターを演奏した。
2009年5月8日、レッド・ホット・チリ・ペッパーズのアンソニー・キーディス、フリー、チャド・スミス、ローリング・ストーンズのロン・ウッド、ネヴィル・ブラザーズのアイヴァン・ネヴィル(Ivan Neville)と The Insects という名義でミュージケアーズ財団のイベントで共演した。このイベントは、自身も薬物依存症経験のあるキーディスが、他の薬物依存者の治療とリハビリテーションを支援していることを讃えるものであった。

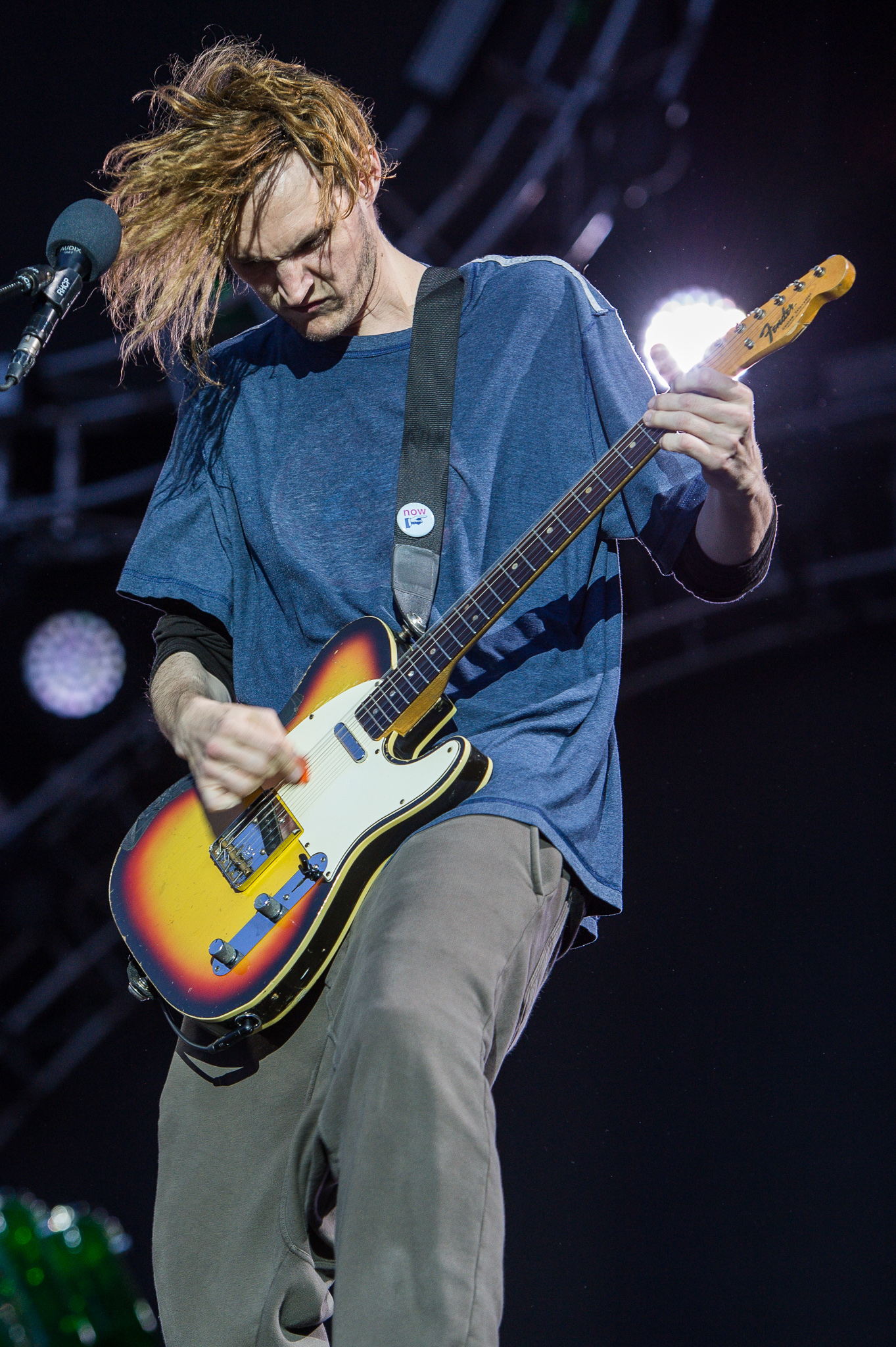
2016年、The Getaway World Tour にて。

2009年、新たにドット・ハッカー(Dot Hacker)というバンドを結成し、ソングライター、ヴォーカリスト、サイドギター、ピアニストとして活動し始めた。
2009年10月、レッド・ホット・チリ・ペッパーズと共にスタジオに入り、バンドの10枚目のスタジオ・アルバムのレコーディングを始めた。10月29日には、レッド・ホット・チリ・ペッパーズと共に、今回はリードギターとして、ニール・ヤングを讃えるミュージケアーズのステージに上がり、ヤングの曲「男は女が必要 (A Man Needs A Maid)」(アルバム『ハーヴェスト』収録)を演奏した。2010年2月8日、チャド・スミスは、クリングホッファーがフルシアンテに代わる新しいギタリストであることをインタビューで断言した。
2011年、レッド・ホット・チリ・ペッパーズとしての初めてのアルバム、『アイム・ウィズ・ユー』が発売された。
2012年4月、レッド・ホット・チリ・ペッパーズとしてロックの殿堂入りを果たす。スティービー・ワンダーの38歳という記録を更新し、史上最年少の32歳での殿堂入りとなった。
2016年5月、レッド・ホット・チリ・ペッパーズでの自身の2枚目のアルバムとなる『ザ・ゲッタウェイ』が発売される。同年にThe Getaway World Tourが開始、2017年10月18日に終了した。
2019年12月、前ギタリストであるジョン・フルシアンテの再度復帰が正式に発表され、それに伴いレッド・ホット・チリ・ペッパーズから脱退することになった。

## ツアーへの参加
- バイシクル・シーフ(The Bicycle Thief)（ギター、2000年）
- ヴィンセント・ギャロ（ギター、ベース、ピアノ、2001年）
- バットホール・サーファーズ(the Butthole Surfers（ギター、ドラムス、2001年）
- ベック（ギター、2003年）
- Golden Shoulders（ベース、2003年）
- モリス・テッパー(Moris Tepper)（ドラムス、2004年）
- PJ ハーヴェイ(PJ Harvey)（ギター、ドラムス、2004年）
- ミヒャエル・ローター(Michael Rother)（ドラムス、2004年）
- スパークス（ギター、2006年）
- ナールズ・バークレイ(Gnarls Barkley)（ギター、シンセサイザー、2006年 - 2008年）
- レッド・ホット・チリ・ペッパーズ（ギター、ヴォーカル、パーカッション、シンセサイザー、2007年）
- ナールズ・バークレイ（ギター、ヴォーカル、シンセサイザー、2008年）

## ディスコグラフィ
- バイシクル・シーフ(The Bicycle Thief) - 『You Come and Go Like a Pop Song』（1999年）
- ペリー・ファレル(Perry Farrell) - 『Song Yet To Be Sung』（2001年）
- トリッキー(Tricky) - 『Blowback』（2001年）
- Golden Shoulders - 『Let My Burden Be』（2002年）
- ジョン・フルシアンテ(John Frusciante) - 『シャドウズ・コライド・ウィズ・ピープル』(Shadows Collide with People)（2004年）
- ジョン・フルシアンテ(John Frusciante) - 『ザ・ウィル・トゥ・デス』(The Will to Death)（2004年）
- Golden Shoulders - 『Friendship Is Deep』（2004年）、(2007年にリイシュー)
- アタクシア(Ataxia) - 『オートマティック・ライティング』(Automatic Writing)（2004年）
- ジョン・フルシアンテ(John Frusciante) - 『インサイド・オブ・エンプティネス』(Inside of Emptiness)（2004年）
- John Frusciante & Josh Klinghoffer - 『ア・スフィアー・イン・ ザ・ハート・オブ・サイレンス』(A Sphere in the Heart of Silence)（2004年）
- PJ ハーヴェイ(PJ Harvey) - 『iTunes Originals』（2004年）
- セロニアス・モンスター(Thelonious Monster) - 『California Clam Chowder』（2004年）
- ジェンマ・ヘイズ(Gemma Hayes - 『The Roads Don't Love You』（2005年）
- The Format - 『Dog Problems』（2006年）
- ボブ・フォレスト(Bob Forrest) - 『Modern Folk and Blues: Wednesday』（2006年）
- PJ ハーヴェイ(PJ Harvey) - 『The Peel Sessions 1991–2004』（2006年）
- Spleen - 『Nun Lover!』（2007年）
- The Diary of IC Explura - 『A Loveletter to the Transformer, Pt. 1』（2007年）
- シャーロット・ハザレイ(Charlotte Hatherley - 『The Deep Blue』（2007年）
- アタクシア(Ataxia) - 『AW II』（2007年）
- ネオン・ネオン(Neon Neon) - 『Stainless Style』（2008年）
- ナールズ・バークレイ(Gnarls Barkley) - 『The Odd Couple』（2008年）
- マルティナ・トップレイ＝バード(Martina Topley-Bird) - 『The Blue God』（2008年）
- Pocahaunted - 『Chains』（2008年）
- Headless Heroes - 『The Silence of Love』（2008年）
- ジョン・フルシアンテ(John Frusciante) - 『ザ・エンピリアン』(The Empyrean)（2009年）
- ウォーペイント(Warpaint) - 『Exquisite Corpse』（Manimal Vinyl 2009年）
- Bambi Lee Savage - 『GJ and the PimpKillers[3]』（2009年）
- Golden Shoulders - 『Get Reasonable』（2009年）
- レッド・ホット・チリ・ペッパーズ(Red Hot Chili Peppers) - 『アイム・ウィズ・ユー』(I'm with You)（2011年） [4]
- ドット・ハッカー (Dot Hacker) -『Dot Hacker EP』（2012年）
- Inhibition（2012年）
- レッド・ホット・チリ・ペッパーズ(Red Hot Chili Peppers) - 『アイム・ビサイド・ユー』(I'm Beside You)（2013年）
- ドット・ハッカー (Dot Hacker) -『"Whatever You Want" / "Memory" 12"』 single（2014年）
- ドット・ハッカー (Dot Hacker) -『How's Your Process?』(Work & Play) （2014年）
- レッド・ホット・チリ・ペッパーズ（Red Hot Chili Peppers）-『ザ・ゲッタウェイ』(The Getaway)（2016年）
- ドット・ハッカー (Dot Hacker) -『N°3』（2017年）

### Pluralone（プルーラルワン）名義
- To Be One with You (2019年)
- I Don't Feel Well (2020年)
- This Is the Show (2022年)